# Dendrogyra cylindricus
Dendrogyra cylindricus là một loài san hô cứng sinh sống ở tây Đại Tây Dương. Chúng là một trong những loài san hô chẻ mà giống như ngón tay, hoặc một cụm xì gà, mọc từ đáy biển, nhưng không có phân nhánh thứ cấp.
Chúng có thể phát triển thể lên đến chiều cao 2,5 m. Chúng có thể phát triển trên cả mặt biển bằng phẳng và có dốc ở độ sâu từ 1 đến 20 m. Chúng là một trong vài loại san hô cứng có polyp thường có thể nhìn thấy ăn vào ban ngày.

## Hình ảnh

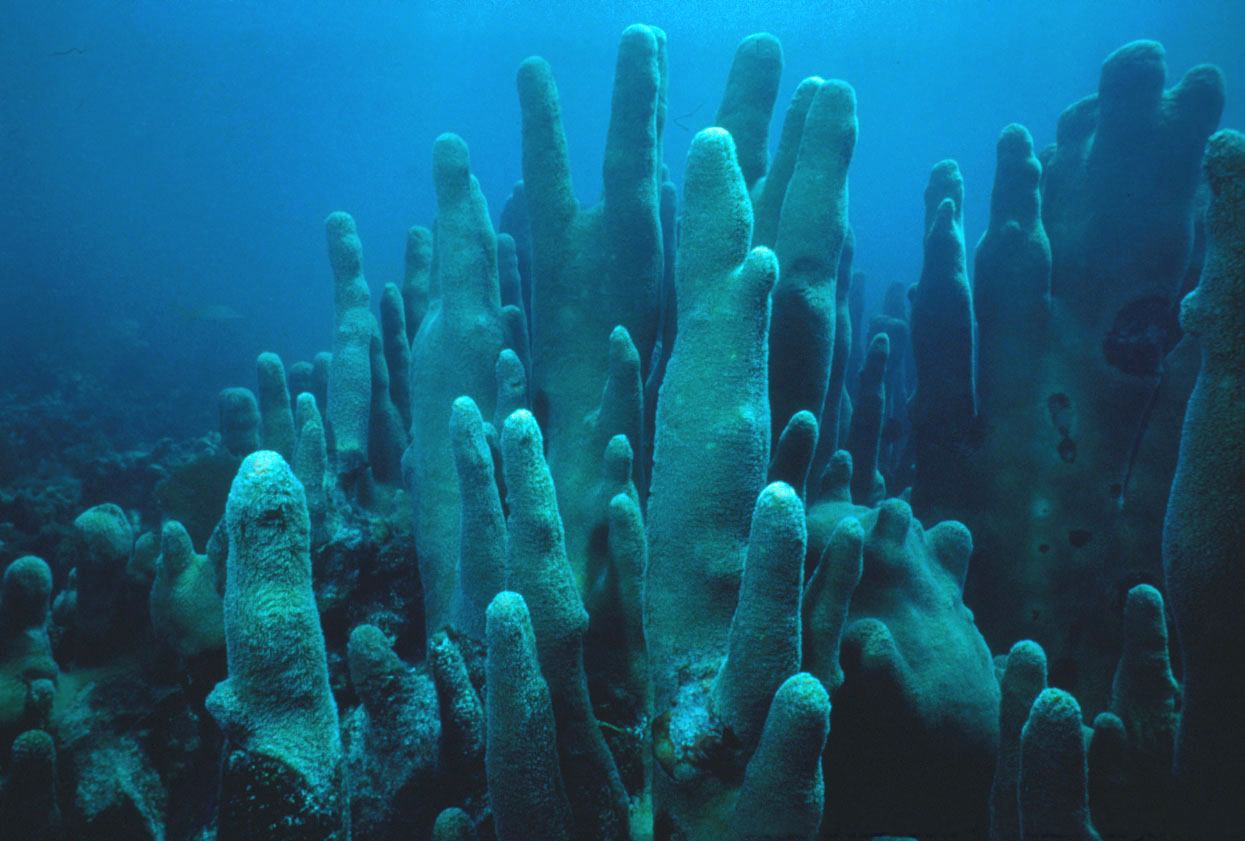
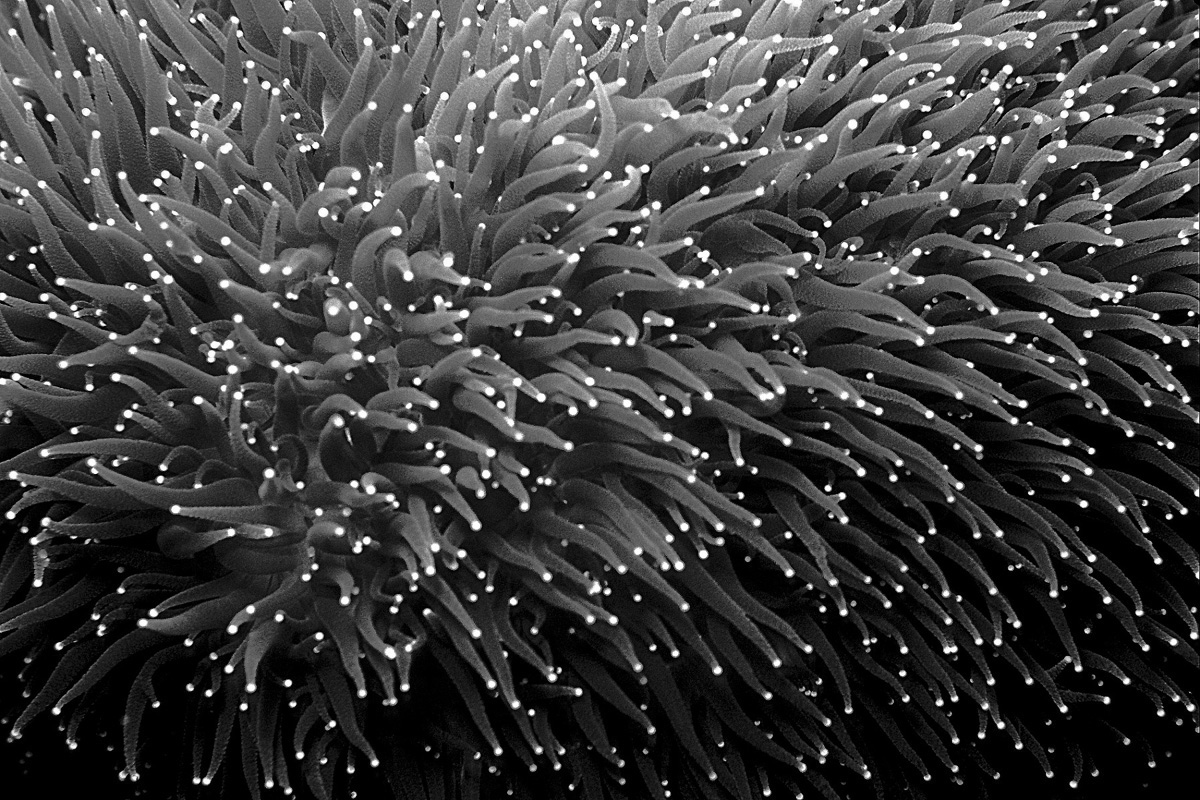